# Étudiant en France
Un étudiant en France est une personne engagée dans un cursus d'enseignement supérieur en France. Afin d’être exhaustif, il est possible de l’associer à toute personne suivant un cursus de formation initiale post-secondaire, relevant ou non de l’enseignement supérieur. On le distingue ainsi de l'écolier, du collégien, du lycéen ou encore de l'apprenti (hors supérieur).
La formation par l'apprentissage « étant l'une des modalités » de la formation initiale, une personne engagée en formation initiale au sein d'un cursus d'enseignement supérieur ayant signé un contrat d'apprentissage est considérée comme étant « étudiant » par le ministère chargé de l'Enseignement supérieur,,. L'étudiant en contrat d'apprentissage doit alors s'acquitter de la contribution à la vie étudiante et de campus (CVEC),.
En France, l'accès à l'université est de droit pour les titulaires du baccalauréat ou de DAEU. Il n'y a pas de sélection, à l'exception de certaines filières médicales, et de l'université Paris-Dauphine qui a reçu une autorisation spéciale par décret.

## Répartition
Entre la rentrée scolaire 2018-2019 et 2008-2009 (cf. tableau ci-dessous), le nombre d'inscrits en licence a augmenté de 23,37 %, en master de 23,36 %. L'augmentation du nombre d'inscrits en licence peut s'expliquer par l'accroissement du taux de fécondité entre 1999 et 2004 (cf. Natalité en France). Le nombre d'inscrits en doctorat a diminué sur la même période de 21,11 %.
| Rentrée scolaire | Licence   | Master  | Doctorat |
| ---------------- | --------- | ------- | -------- |
| 2018-2019        | 1 035 700 | 579 800 | 56 800   |
| 2017-2018        | 1 010 200 | 574 100 | 57 900   |
| 2016-2017        | 994 100   | 571 172 | 58 300   |
| 2015-2016        | 967 000   | 566 500 | 59 700   |
| 2014-2015        | 921 700   | 548 900 | 60 700   |
| 2013-2014        | 901 500   | 536 400 | 61 700   |
| 2012-2013        | 879 800   | 520 400 | 62 500   |
| 2008-2009        | 839 500   | 470 000 | 72 000   |
| 2007-2008        | 857 500   | 475 000 | 70 000   |
| 2006-2007        | 886 000   | 482 000 | 71 500   |
| 2005-2006        | 911 500   | 481 000 | 72 000   |

À la rentrée 2009, sur les 2 316 103 étudiants inscrits dans l'enseignement supérieur en France métropolitaine (2 278 073) et dans les DOM (38 030),
- 1 444 583 (62,4 %) étaient inscrits dans une université ou établissement assimilé, dont 118 139 (5,1 % du total) en institut universitaire de technologie (IUT)
- 240 322 (10,4 %) étaient inscrits en section de techniciens supérieurs (STS)
- 81 135 (3,5 %) étaient inscrits en classe préparatoire aux grandes écoles (CPGE)
- 118 341 (5,1 %) étaient inscrits dans une formation d'ingénieurs (y compris les grandes écoles et les formations d'ingénieurs en partenariat)
- 116 303 (5,0 %) étaient inscrits dans une école de commerce, gestion, vente et comptabilité
- 345 347 (14,9 %) étaient inscrits dans d'autres établissements publics et privés, par exemple dans une école paramédicale ou sociale (137 165), une école supérieure artistique et culturelle (66 479)[14]…

## Bourses
En 2008-2009, 526 600 étudiants bénéficient d'une bourse étudiante sur critères sociaux, dont 390 000 sont inscrits à l'université.
Il existe sept échelons. L'échelon 0 permet d'être exonéré de droits d'inscription (15 % des étudiants) et ne donne donc pas droit à une bourse mensuelle. Un dixième mois de bourse a été mis en place en 2011.
Pour l'année 2010-2011, les montants annuel des bourses vont de 1 525 € (échelon 1) à 4 370 € (échelon 6).
En 2018-2019, les montants annuels vont de 1009 euros (échelon 0 bis) à 5551 euros (échelon 7). Il y a donc 8 échelons désormais.

## Financement des études supérieures
L'accès aux universités françaises est accessible aux étudiants détenteurs d'un baccalauréat ou équivalent. Les frais de scolarité varient fortement selon la nationalité de l'étudiant et le type d'établissement (de 170 € par année pour un étudiant français ou citoyen d'un pays de l'Union européenne inscrit dans une licence d'une université publique jusqu'à plus de 60 000 € pour les grandes écoles de commerce).
À titre de comparaison, les frais de scolarité pour un étudiant non étranger dans une université publique sont de l'ordre de 0 € en Suède, moins de 2 € en Algérie, 30 à 75 € par semestre en Norvège, 60 € à 200 € en Allemagne, 100 € à 300 € en Turquie, 0 €  à 835 € en Belgique francophone, 500 € à 1 300 € en Espagne, 647 à 1 500 € en Roumanie, 900 € à 1 300 € en Italie, entre 1 300 € et 7 000 € au Canada, 3 000 € environ au Japon et une moyenne de 9 000 € aux États-Unis.
Une partie des étudiants exerce un emploi en parallèle de leurs études. Cependant, un avis officiel avertit en juin 2019 que le travail salarié des étudiants, lorsqu’il dépasse une certaine durée, « ce qui est souvent le cas pour ceux qui ne disposent pas de bourses suffisantes ou d’aides familiales, leur fait courir un risque accru d’échec dans leurs études ».
Les frais de scolarité pour les étudiants étrangers en France ont très fortement augmenté à la rentrée 2019, passant à  2 770 euros en licence (contre 170 € auparavant), 3 770 € en master ou en doctorat (contre 243 euros et 380 euros auparavant)
En 2019, le gouvernement supprime 35 millions d’euros du budget de la vie étudiante.

## Précarité
20,8 % des étudiants vivent dans la pauvreté en 2019, selon l'Insee ; un nombre en augmentation, puisqu'il se situait à 17,2 % en 2002, 18,4 % en 2008, et 19,8 % en 2011. Pour 2019, le coût de la rentrée étudiante s’élevait à 2 285,26 €, en hausse de 1,96 % par rapport à 2018. La FAGE (Fédération des Associations Générales Étudiantes) relève que chaque année ce coût augmente (notamment à cause de l’inflation et de la hausse des loyers).
L’Observatoire de la vie étudiante (OVE), dans un rapport publié en 2019, indique que 13,5 % des étudiants renoncent  à des soins pour des raisons financières. D'après une enquête I-Share publiée en septembre 2018, un étudiant sur cinq aurait eu des pensées suicidaires.
Le 8 novembre 2019, Anas K., un étudiant lyonnais, membre de Solidaires étudiant-e-s s'immole par le feu devant le bâtiment du CROUS de Lyon, voulant dénoncer ainsi la précarité à laquelle il était confronté. Il a écrit quelques minutes avant son geste un message publié sur Facebook où il décrit sa situation financière qui l'a mené à ce geste : « Cette année, faisant une troisième L2, je n’avais pas de bourse, et quand j’en avais, 450 euros par mois, est-ce suffisant pour vivre ? ». Il revendique dans cette lettre l'instauration d'un « salaire étudiant ».
S'ensuit une mobilisation contre la précarité étudiante avec notamment plusieurs journées d'actions : le 12 novembre (une quarantaine de rassemblements), ainsi que le 26 novembre, appelé par l'ensemble des organisations étudiantes la FAGE, l’UNEF, Solidaires étudiant-e-s, L’Alternative, la FSE. Cette intersyndicale demande « un plan d'urgence » passant par l’augmentation des bourses étudiantes d’« au minimum 20 % », l’augmentation du nombre de logements en cité universitaire et le gel puis la baisse des loyers en cité universitaire.
L'enquête 2020 de l'Obervatoire de la vie étudiante (OVE) sur les conditions de vie des étudiants montre une transformation du budget des étudiants à la suite de la crise sanitaire : 36 % des étudiants qui exerçaient une activité rémunérée ont été contraints d’arrêter (occasionnant une perte estimée de 274 € par mois) et 32,3 % des étudiants déclarent avoir rencontré des difficultés financières durant le premier confinement.